# Пограничний (Багратіоновський район)
Пограни́чний (рос. Пограничный) — селище Багратіоновського району, Калінінградської області Росії. Входить до складу Пограничного сільського поселення. Населення — 625 осіб (2015 рік).